# Rio Paciência (vattendrag i Brasilien, Santa Catarina)
Rio Paciência är ett vattendrag i Brasilien.   Det ligger i delstaten Santa Catarina, i den södra delen av landet, 1 200 km söder om huvudstaden Brasília.
Omgivningarna runt Rio Paciência är en mosaik av jordbruksmark och naturlig växtlighet. Runt Rio Paciência är det glesbefolkat, med 10 invånare per kvadratkilometer.